# Коз, Джоан
Джоан Коз (англ. Joan Caws, в девичестве Холси, англ. Halsey; ум. 2 ноября 2017, остров Уайт) — британская спортсменка, специализировавшаяся на игре в английские шашки. Неоднократная чемпионка Англии, первая чемпионка мира среди женщин, удерживавшая титул с 1986 по 1993 год.

## Биография
Джоан привёл в шашки её брат Билл Холси, пригласивший её принять участие в открытом турнире в Сент-Николас-парке (Уорик). Джоан, единственная женщина в компании примерно 50 мужчин, познакомилась на этом турнире со своим будущим мужем Иэном Козом, и уже в 1969 году они уже вместе приняли участие в Открытом чемпионате Англии, а в 1971 году этот турнир совпал с их медовым месяцем.
В дальнейшем Джоан Коз на протяжении 42 лет участвовала практически во всех открытых чемпионатах Англии и Великобритании, а также в многочисленных турнирах в США, Ирландии и Дании. В июле 1974 года она участвовала в первом в истории матче за звание чемпионки Великобритании среди женщин против Салли Джонс. Матч окончился вничью, а в повторном матче в октябре со счётом +2-0=1 победила Джонс. Коз завоевала чемпионский титул в 1979 году, обыграв Джонс со счётом +2-1=0.
В 1986 году Федерация шашек Великобритании и Ирландии совместно с Федерацией чекерса США организовала первый в истории чемпионат мира по чекерсу среди женщин. В турнире, проходившем в Абердине параллельно с Открытым чемпионатом Великобритании, участвовавали четыре шашистки, представлявших Англию, Ирландию и Шотландию, и Коз завоевала титул, не проиграв ни одного матча.
В 1987 году Коз у себя на родине, на острове Уайт, отстояла титул чемпионки мира в матче с Фэй Кларди (США), победив со счётом +6-5=8, а два года спустя в Уэстон-сьюпер-Мэр свела вничью матч с 13-летней чемпионкой Ирландии Патрисией Брин. Новый матч между Коз и Брин состоялся в Уэстон-сьюпер-Мэр в 1993 году, и на этот раз ирландская шашистка одержала убедительную победу, выиграв 8 партий и проиграв лишь одну.
В 1992 году Коз стала первой женщиной, сыгравшей за сборную Англии по чекерсу. Это произошло в рамках четырёхстороннего матча сборных Англии, Шотландии, Уэльса и Республики Ирландии. Она также представляла сборную Великобритании и Ирландии в матче 2004 года против сборной США, который её команда выиграла. В 1995 году Коз победила Шерил Холл в первом в истории матче на первенство Англии среди женщин (+2-1=5), но год спустя уступила титул чемпионки Великобритании и Ирландии сестре Патрисии Брин — Карене. В 1997 году она стала чемпионкой Англии среди любителей, обыграв в финале своего мужа Иэна. В 2006 году Коз стала бронзовым призёром чемпионата Англии по системе Go As You Please, пропустив вперёд двух соперников-мужчин.
На протяжении 37 лет Джоан Коз занимала пост казначея национальной федерации шашек. Кроме этого, она выступала в качестве арбитра на Всемирных интеллектуальных играх 2008 года. Коз также участвовала в кампании по включению шашек в олимпийскую программу. Она умерла в ноябре 2017 года; Иэн Коз пережил жену менее чем на два года.

## Результаты в чемпионатах мира
| Год  | Место проведения          | Формат           | Результат | Место |
| ---- | ------------------------- | ---------------- | --------- | ----- |
| 1986 | Абердин, Шотландия        | Турнир           | 6/6       | 1     |
| 1987 | Райд, остров Уайт         | Матч с Ф. Кларди | +6-5=8    | 1     |
| 1989 | Уэстон-сьюпер-Мэр, Англия | Матч с П. Брин   | +6-6=8    | 1     |
| 1993 | Уэстон-сьюпер-Мэр         | Матч с П. Брин   | +1-8=5    | 2     |